# Danaru jezik
Danaru jezik (ISO 639-3: dnr), papuanski jezik velike transnovogvinejske porodice kojiim govori oko 260 ljudi (2003 SIL) u provinciji Madang u Papui Novoj Gvineji.
Zajedno s jezicima sop [urw], sumau [six] i urigina [urg] pripada podskupini peka, šira skupina rai coast.

## Vanjske poveznice
- Ethnologue (14th)
- Ethnologue (15th)